# دنی اینگز
دنیل ویلیام جان اینگز (انگلیسی: Daniel William John Ings؛ زادهٔ ۲۳ ژوئیهٔ ۱۹۹۲) بازیکن فوتبال اهل انگلستان است که در پست مهاجم بازی می‌کند.
از باشگاه‌هایی که در آن بازی کرده‌است می‌توان به بورنموث ، برنلی ، لیورپول ، ساوت‌همپتون ، استون ویلا و وستهام یونایتد اشاره کرد. اینگز در سال ۲۰۱۵ به لیورپول پیوست.
اینگز کار خود را در تیم جوانان ساوتهمپتون آغاز کرد اما به عنوان یک بازیکن آزاد شد. وی متعاقباً به بورنموث پیوست و از طریق سیستم جوانی خود پیشرفت کرد و در عین حال وقت خود را در شهر دورچستر نیز به صورت قرضی گذراند. در سال ۲۰۱۱ اینگز به برنلی پیوست که با این تیم قهرمان سال ۲۰۱۳–۱۴ چمپیونشیپ شد و به آنها کمک کرد تا به لیگ برتر برسند. به دنبال سقوط برنلی و انقضای قرارداد وی با این باشگاه، اینگز در تابستان سال ۲۰۱۵ به لیورپول نقل مکان کرد، اما اولین فصل حضور وی در آنفیلد پس از دو ماه به دلیل مصدومیت پایان یافت. دومین فصل حضور او با لیورپول نیز با مصدومیت همراه بود، زیرا اینگ تنها در دو فصل ۲۰۱۶–۱۷ حضور در جام اتحادیه را انجام داد. اینگز در اوت سال ۲۰۱۸ به ساوتهمپتون به‌طور قرضی پیوست، با این حرکت پس از تعهد خرید بند در قراردادش، در ۱ ژوئیه ۲۰۱۹ دائمی شد. 
در 4 آگوست 2021 با باشگاه لیگ برتری استون ویلا قراردادی سه ساله با مبلغی نامشخص امضا کرد که طبق گزارش BBC Sport 25 میلیون پوند است. 
در 20 ژانویه 2023، اینگز با مبلغ 12 میلیون پوند در لیگ برتر با وستهام یونایتد قرارداد امضا کرد و برای این تیم به میدان رفت .